# Sardinella gibbosa
Sardinella gibbosa és una espècie de peix de la família dels clupeids i de l'ordre dels clupeïformes.

## Morfologia
- Els mascles poden assolir 17 cm de llargària total.[2][3]

## Alimentació
Menja fitoplàncton i zooplàncton (larves de crustacis i mol·luscs).

## Hàbitat
És un peix marí, associat als esculls de corall i de clima tropical (41°N-25°S, 43°E-135°E) que es troba entre 10-70 m de fondària.

## Distribució geogràfica
Es troba des del Golf Pèrsic, l'Àfrica oriental i Madagascar fins a Indonèsia, Taiwan, Corea, el Mar d'Arafura i el nord d'Austràlia.

## Longevitat
Pot viure fins als 7 anys.

## Costums
Forma bancs a les aigües costaneres.

## Ús comercial
Es comercialitza fresc, adobat amb sal, cuit o en forma de mandonguilles de peix.